# 南鑼鼓巷駅
南鑼鼓巷駅（みなみらこきょうえき）は中華人民共和国北京市東城区に位置する、北京地下鉄の駅。
6号線と8号線の2路線が乗り入れている。

## 歴史
- 2012年12月30日 - 6号線開業。
- 2013年12月28日 - 8号線開業。

## 駅構造
地下駅。東西に伸びる地安門東大街は地理的条件および周辺の文化遺産保護のために道路の地下スペースが限られており、線路4線を通すことができないため、地安門東大街の傍の南北の地下に駅施設がある。8号線の駅は道路の北側にあり、6号線の駅は道路の南側に位置する。
6号線はホーム長210メートルの方向別単式ホーム1面1線の2層構造。ホーム幅は東端側が50m、西端側が12mで均一ではない。8号線の駅も6号線と同様、単式ホーム1面1線の2層構造で建設された。両路線共に改札階コンコースから各階のホームまでエスカレーターで直接繋がっている。同一階にあるホームは長さ約100mの通路2本で接続されており、同一方向の乗り換えは同一ホームで可能となっている 。

### のりば
全ホームに案内上ののりば番号は設定されていない。
| B3Fホーム  | B3Fホーム | B3Fホーム | B3Fホーム                          |
| ---------- | --------- | --------- | ---------------------------------- |
| 北側ホーム | 8号線     | 北方向    | 鼓楼大街・森林公園南門・朱辛荘方面 |
| 南側ホーム | 6号線     | 西方向    | 平安里・慈寿寺・金安橋方面         |
| B4Fホーム  |           |           |                                    |
| 北側ホーム | 8号線     | 南方向    | 王府井・前門・瀛海方面             |
| 南側ホーム | 6号線     | 東方向    | 朝陽門・金台路・潞城方面           |

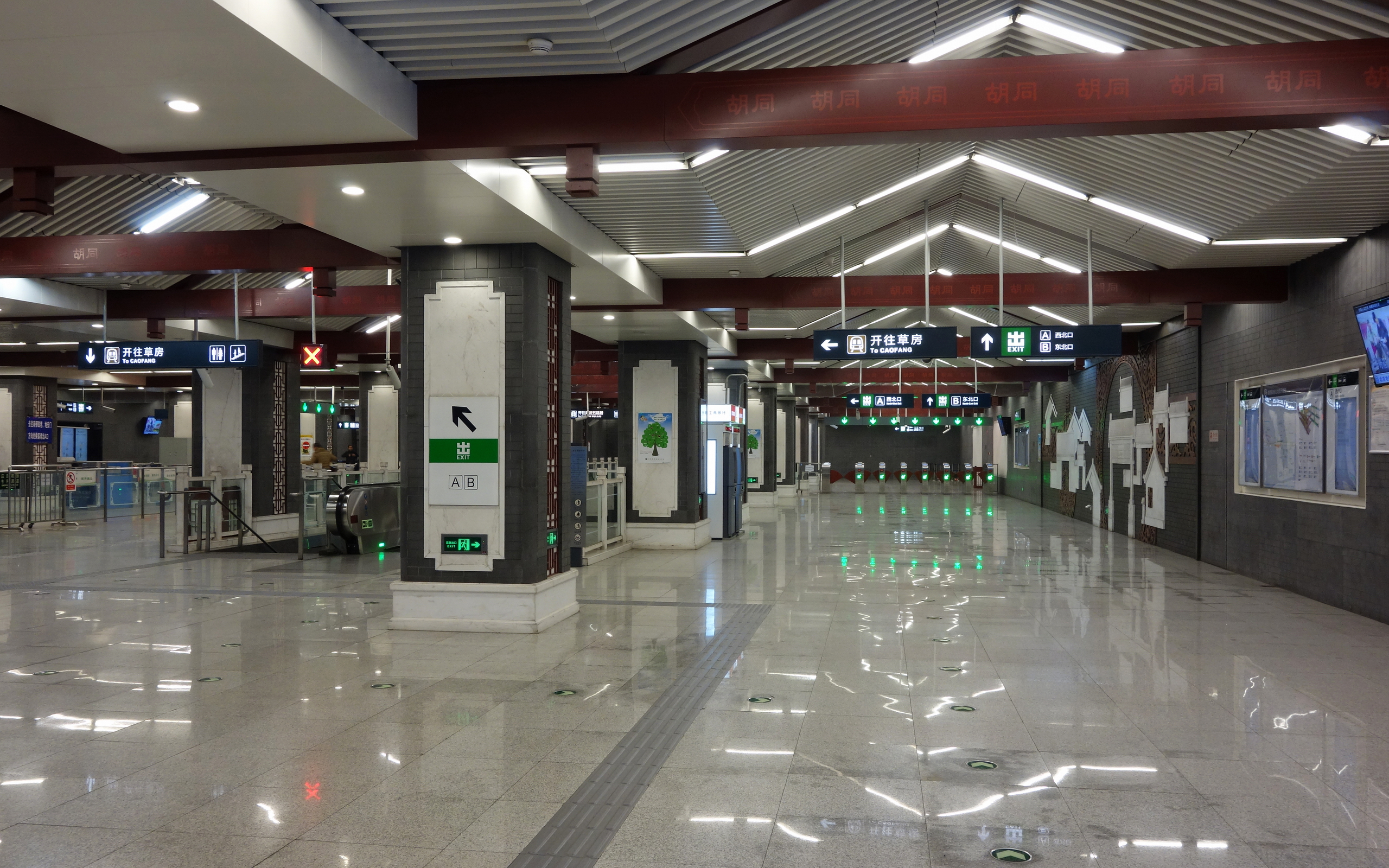
6号線B2F改札階コンコース
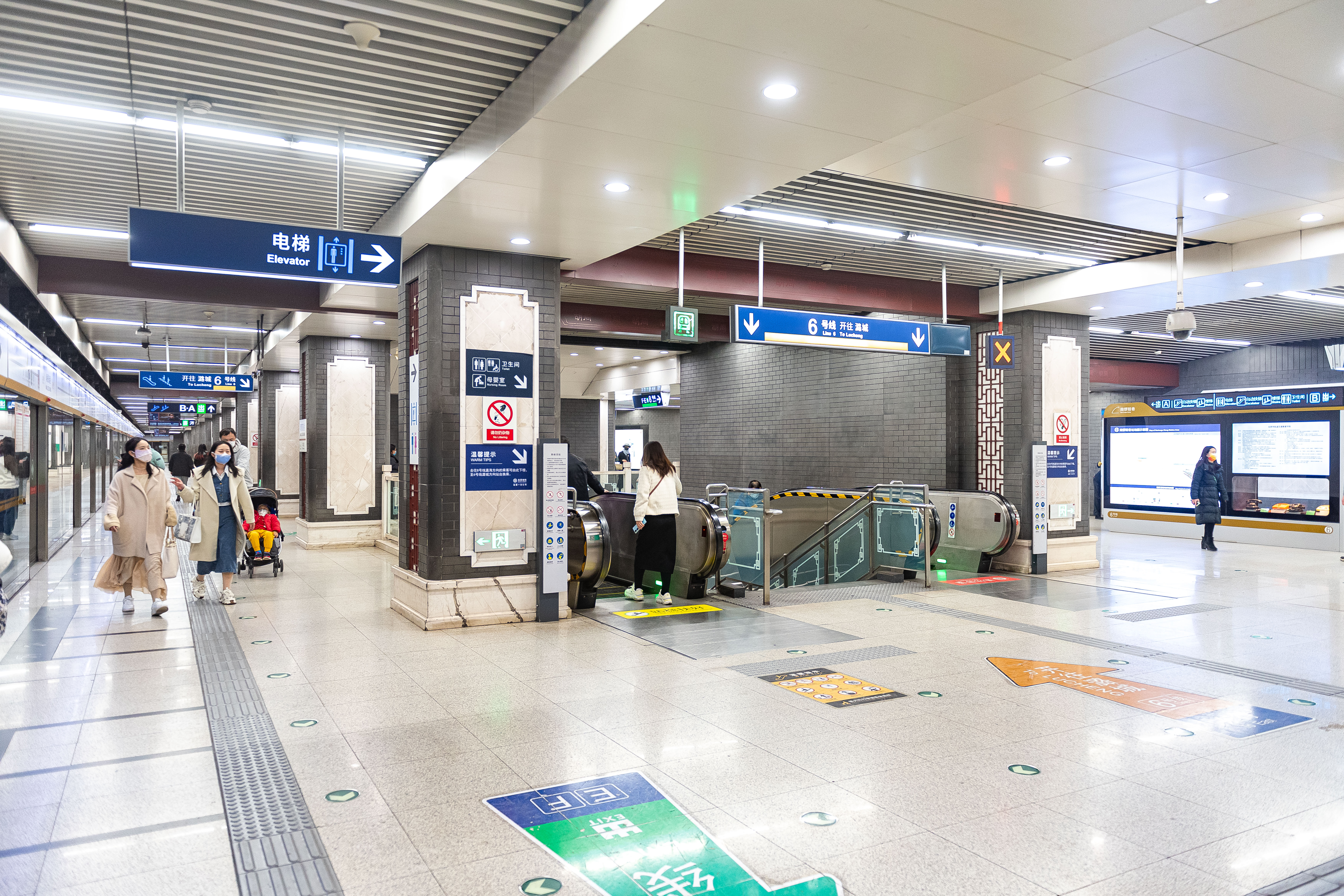
6号線B3Fホーム
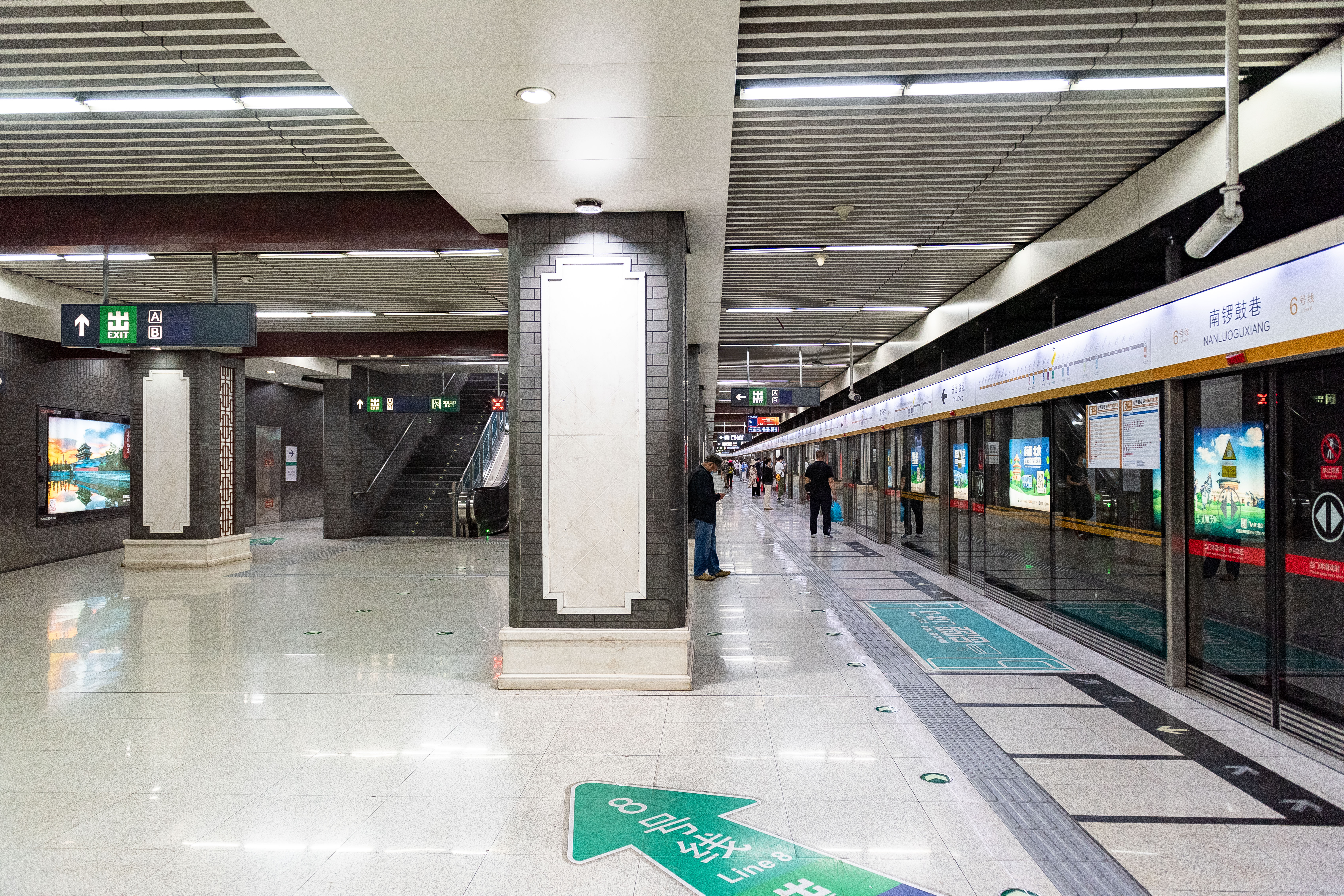
6号線B4Fホーム
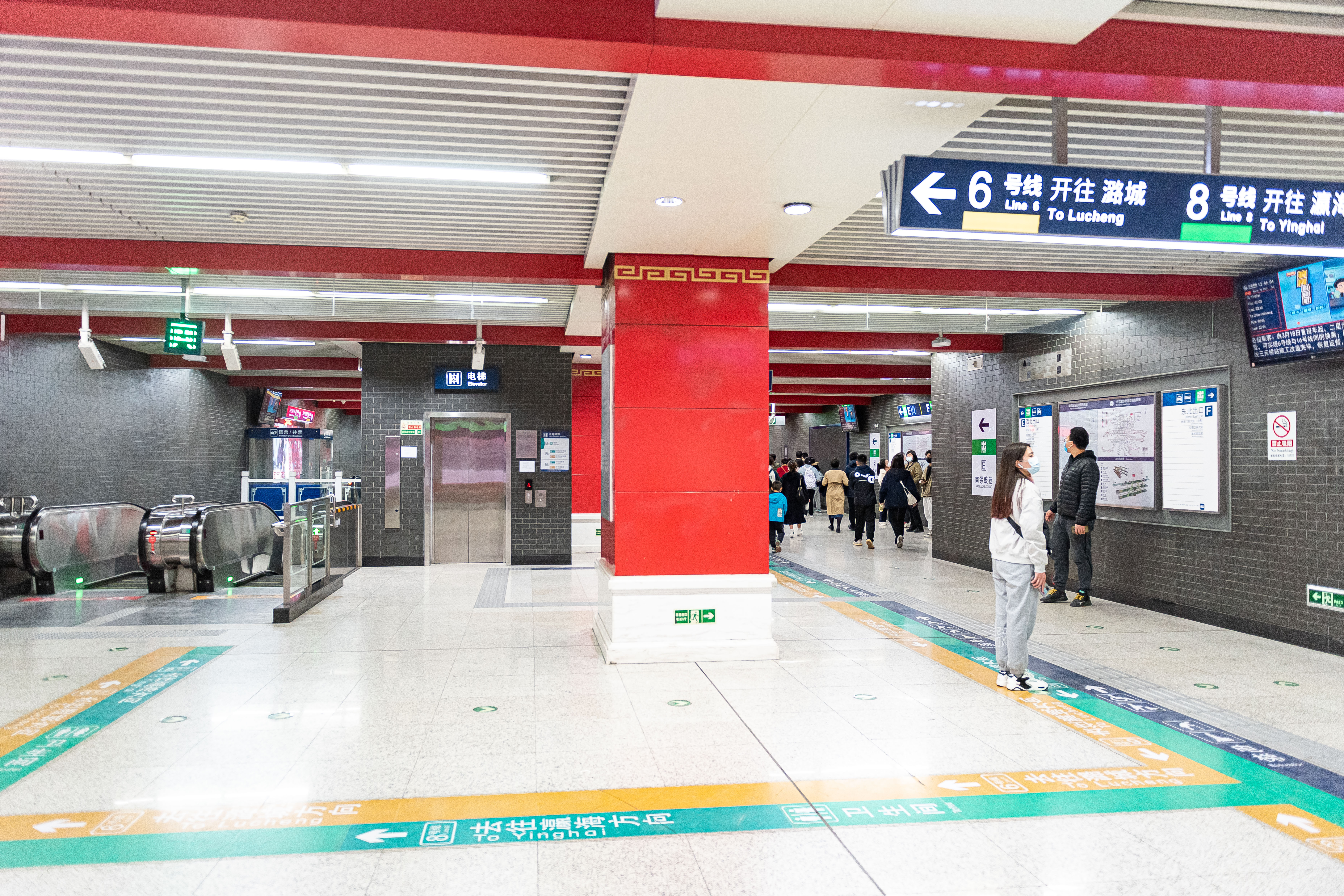
8号線B2F改札階コンコース
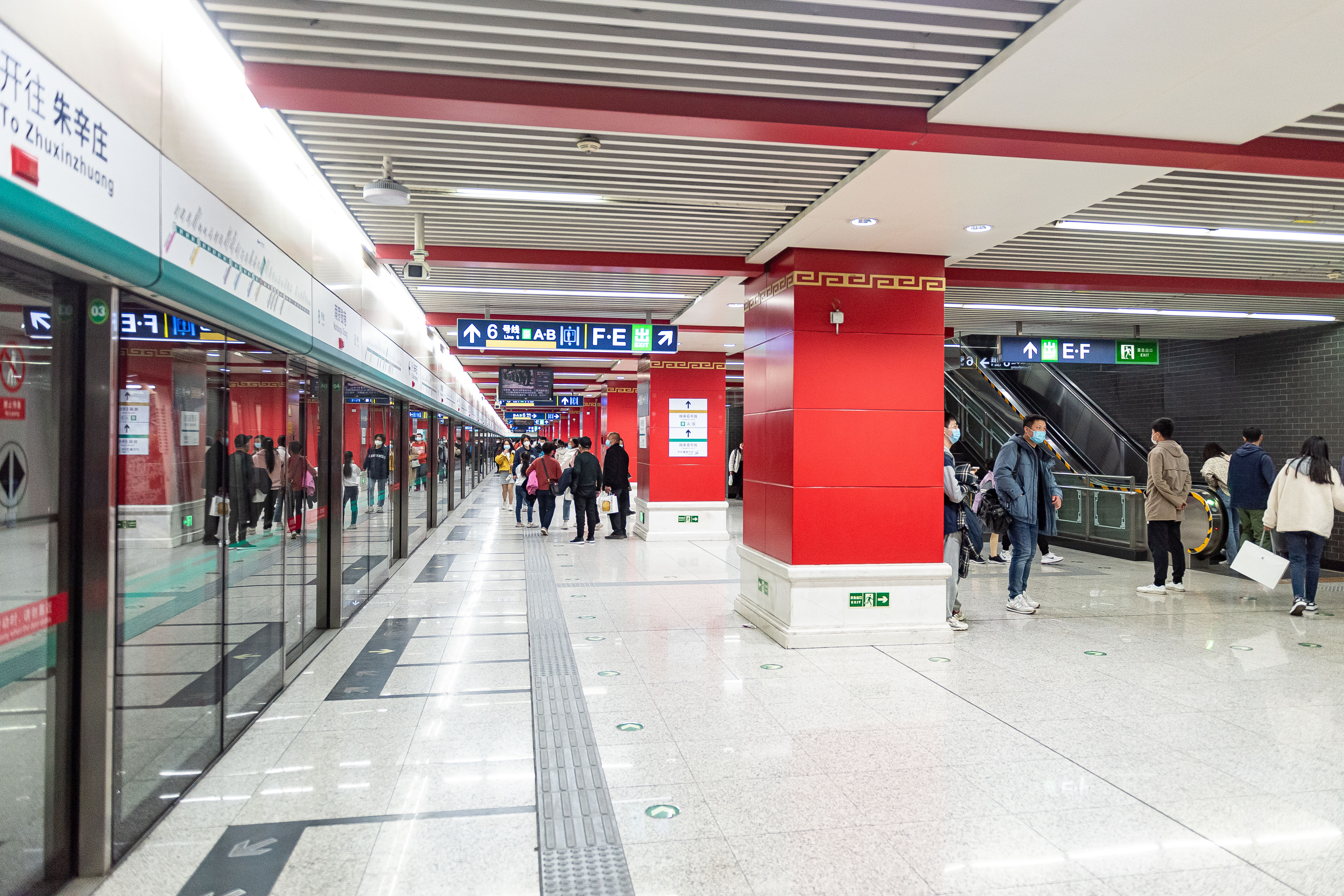
8号線B3Fホーム
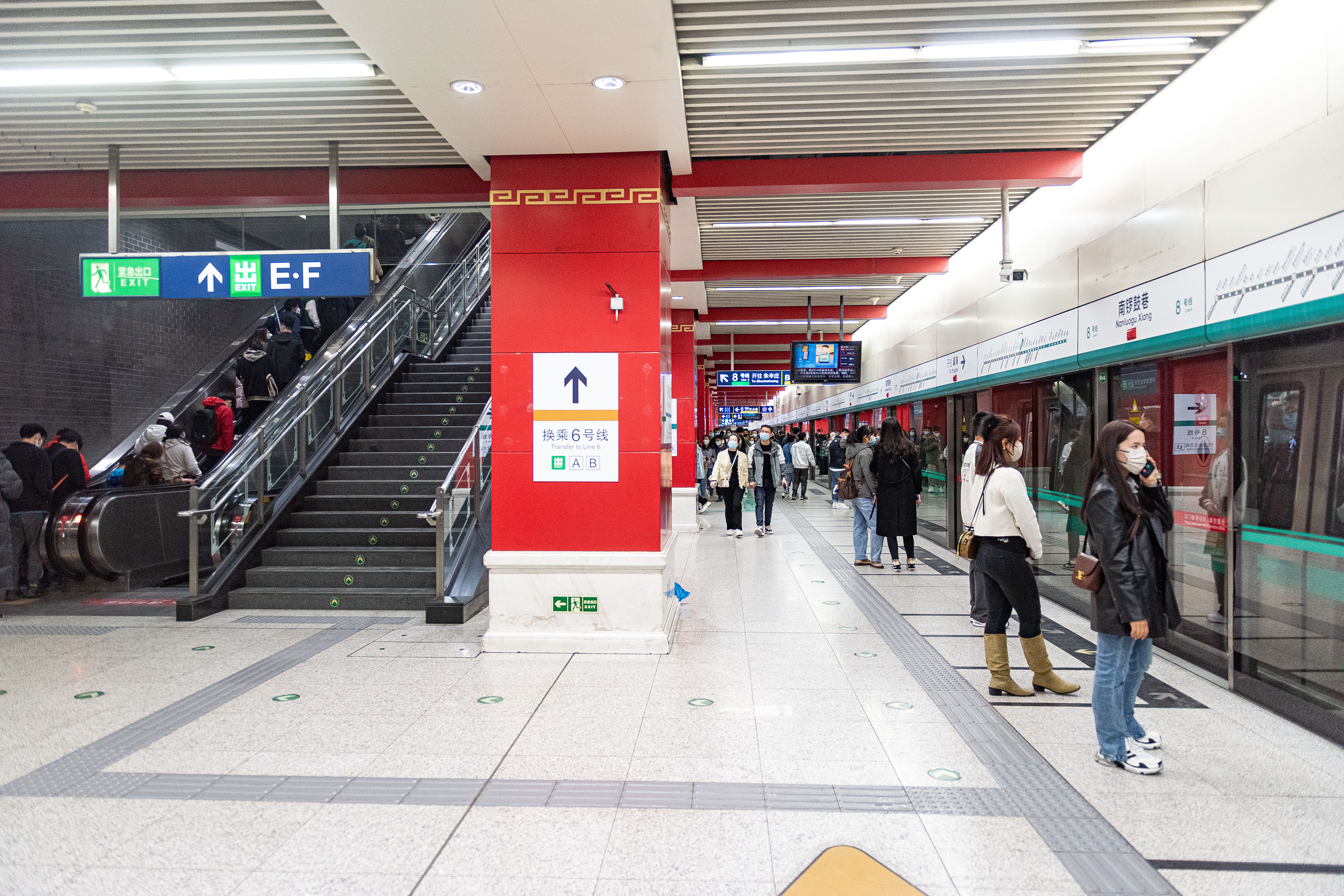
8号線B4Fホーム

## 駅周辺

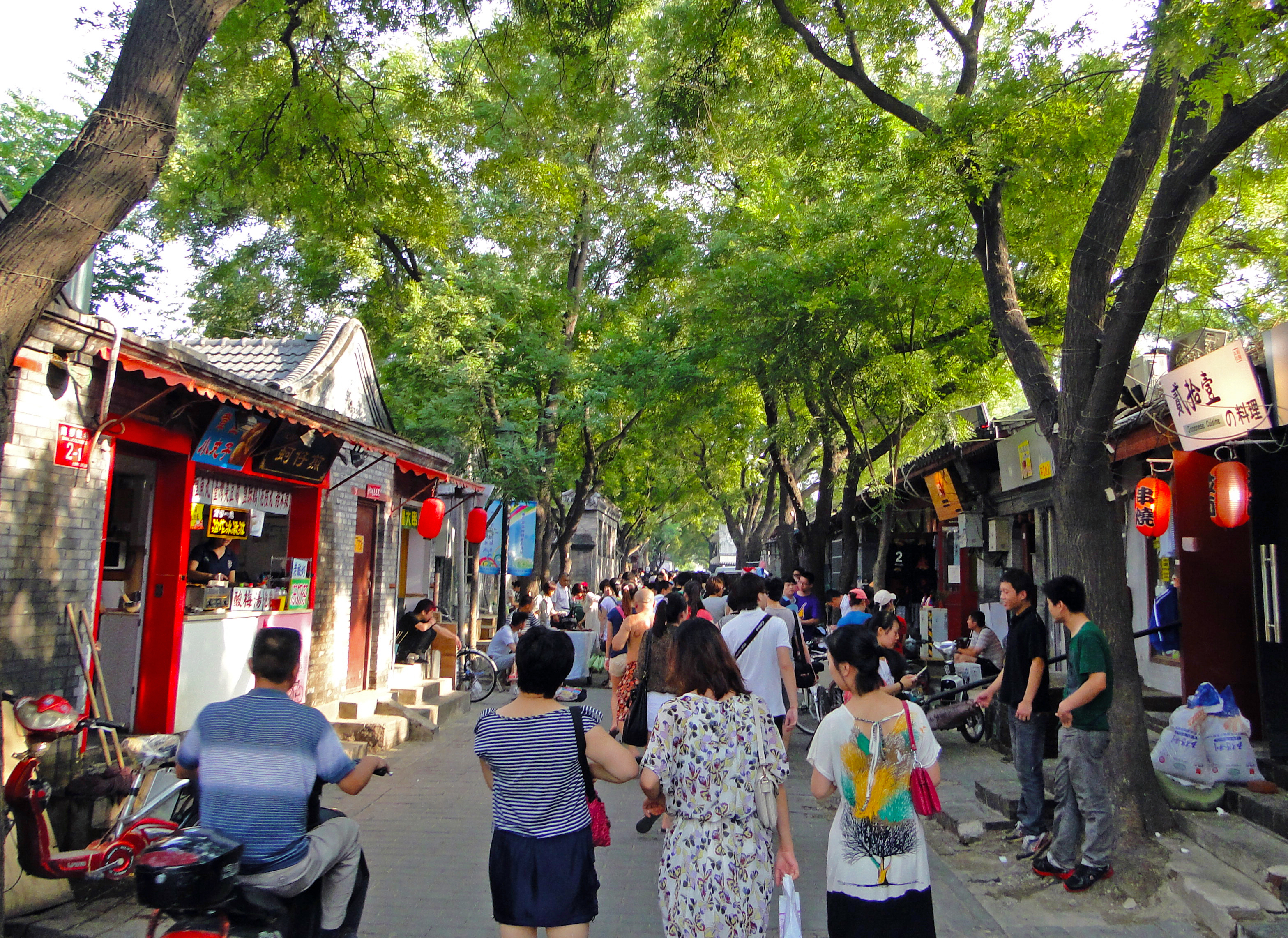
南鑼鼓巷の街並み

- 南鑼鼓巷
  - 中央戯劇学院
  - 洪承畴宅
  - 僧王府
- 首都医科大学附属北京中医医院
- 北京市文物局（中国語版）
- 嵩祝寺及智珠寺
- 景山公園
- 北京基督教寛街堂

## 隣の駅
北京地下鉄
 6号線
北海北駅 - 南鑼鼓巷駅 - 東四駅
 8号線
什刹海駅 - 南鑼鼓巷駅 - 中国美術館駅